# Daniel Louw
Daniel Johannes Louw (* 1944) ist ein südafrikanischer evangelischer Theologe, Pastoralpsychologe und Hochschullehrer.
Er ist emeritierter Professor für Praktische Theologie, Seelsorge und Beratung an der Universität Stellenbosch, Südafrika.

## Leben
Nach Abschluss seiner theologischen Ausbildung studierte Louw Philosophie in Tübingen. Er wandte sich dabei besondere der Philosophie von Ernst Bloch und der „Theologie der Hoffnung“ (Jürgen Moltmann) zu. Anschließend war er als Seelsorger der Dutch Reformed Church in Wynberg (Kapstadt) und in Stellenbosch tätig, ab 1978 nahm er Lehraufträge an der Universität Stellenbosch wahr.
Er qualifizierte sich in Theologie und erwarb in Stellenbosch 1987 den Abschluss Bachelor of Arts, 1990 den Bachelor of Theology (BTh) und 1991 den Master of Theology (MTh). Es folgte 1994 eine Promotion (DTh) an der University of the Western Cape.
Er vertritt in seiner Lehrtätigkeit die Themenfelder Praktische Theologie, Pastoraltheologie und seelsorgliche Beratung.
Die Schwerpunkte seiner Lehrtätigkeit sind Klinik-Seelsorge und Sterbebegleitung, Ehe- und Familienpastoral sowie soziale Themen wie Armut und Aids.
Von 2001 bis 2005 übernahm er die Aufgabe des Dekans der Theologischen Fakultät, nach seiner Emeritierung 2010 lehrt er weiter als Gastprofessor an der Fakultät.

## Mitarbeit in Fachverbänden und Projekten
- African Network for Higher Education and Research in Theology and HIV (in Zusammenarbeit mit dem Makumira University College (Tansania), der Ethiopian Graduate School of Theology in Addis Abeba und der Schwedischen Kirche)
- International Council on Pastoral Care and Counselling (ICPCC)[1] (Vize-Präsident 2007–2011 und Präsident seit 2011)

## Werke (Auswahl)

### Publikationen in Buchform

#### Als Autor
- Illness as crisis and challenge, Johannesburg: Orion 1994.
- Love lasts. A couple's guide to growth and enrichment, (Afrikaans), Cape Town (Südafrika), Lux Verbi. 1996, ISBN 978-0-86997-533-6.
- Liefde is Vir Altyd: 'n Huweliksgids Vir Verloofdes En Getroudes (Afrikaans), Cape Town (Südafrika), Lux Verbi; 1997, ISBN 978-0-86997-565-7.
- A Pastoral Hermeneutics of Care and Encounter. A Theological Design for a Basic Theory, Anthropology, Method, and Therapy, Cape Town, Lux Verbi, 1998, ISBN 978-0-86997-674-6.
- A mature faith. Spiritual direction and anthropology in a theology of pastoral care and counseling. (Englisch) (= Louvain theological & pastoral monographs, Band 25), Louvain, William B. Eerdman Co, 1999, ISBN 978-0-8028-4670-9.
- Pastoraat as Vertolking En Ontmoeting (Afrikaans), Cape Town, Lux Verbi 1999, ISBN 978-0-86997-837-5.
- Meaning in suffering : a theological reflection on the cross and the resurrection for pastoral care and counselling (= Internationale Theologie, Band 5), Frankfurt am Main, Berlin, Bern, Bruxelles, New York, Wien 2000, ISBN 3-631-36173-4.
- Mechanics of the Human Soul: About Maturity and Life-skills (englisch), Stellenbosch, African Sun Press 2005, ISBN 978-1-919980-41-6.
- Ratwerke Van Die Menslike Siel, (Afrikaans) Stellenbosch, African Sun Press 2005, ISBN 978-1-919980-59-1.
- Cura Vitae: Illness and the Healing of Life in Pastoral Care and Counselling, Cape Town (Südafrika), Lux Verbi BM, 2007, ISBN 978-0-7963-0647-0.

#### Als Herausgeber
- (Hrsg.), mit Ulrike Elsdörfer (Hrsg.) und Takaaki David Ito (Hrsg.), Encounter in Pastoral Care and Spiritual Healing. Towards an integrative and intercultural approach, Münster 2012, ISBN 978-3-643-90166-8.